# タピオ
タピオ（Tapio）は、フィンランド神話に出てくる森の精霊。
タピオは東フィンランドに伝わる森の精霊もしくは神であり、狩人が狩りの前にタピオに祈願した。妻は森林の女神ミエリッキである。
タピオは『カレワラ』でもヒーシの大鹿追跡の場面でレンミンカイネンから祈りを捧げられている。